# She's Got Nothing On (But the Radio)
She's Got Nothing On (But the Radio) è un singolo del duo pop svedese Roxette pubblicato il 7 gennaio 2011 dall'etichetta discografica Capitol.
È stato estratto dall'album Charm School.
Il brano è stato scritto da Per Gessle, che ne ha curato la produzione con Clarence Öfwerman e Christoffer Lundquist.
Il video del brano è stato diretto da Mats Udd.

## Tracce
1. She's Got Nothing On (But the Radio) – 3:36
2. Wish I Could Fly (Live da San Pietroburgo 12 settembre 2010) – 4:51

## Classifiche
| Paese            | Posizione raggiunta |
| ---------------- | ------------------- |
| Austria          | 9                   |
| Germania         | 10                  |
| Svizzera         | 19                  |
| Belgio (Fiandre) | 34                  |